# Saidi Ntibazonkiza
Saidi Ntibazonkiza (Buyumbura, 1 de mayo de 1987) es un futbolista burundés que juega de centrocampista.

## Selección nacional
Ha sido internacional con la selección de fútbol de Burundi; donde, hasta ahora, ha jugado 34 partidos internacionales y ha anotado trece goles por dicho seleccionado.

## Clubes
| Club                 | País         | Año       |
| -------------------- | ------------ | --------- |
| Vital'O F. C.        | Burundi      | 2003-2005 |
| NEC Nijmegen         | Países Bajos | 2006-2010 |
| K. S. Cracovia       | Polonia      | 2010-2014 |
| Akhisar Belediyespor | Turquía      | 2014-2015 |
| S. M. Caen           | Francia      | 2015-2016 |
| F. C. Kaisar         | Kazajistán   | 2017      |
| Vital'O F. C.        | Burundi      | 2020      |
| Young Africans S. C. | Tanzania     | 2020-2022 |
| Geita Gold S. C.     | Tanzania     | 2022      |
| Simba S. C.          | Tanzania     | 2023-2024 |